# (3700) Geowilliams
(3700) Geowilliams est un astéroïde de la ceinture principale.

## Description
(3700) Geowilliams est un astéroïde de la ceinture principale. Il fut découvert le 23 octobre 1984 à l'Observatoire Palomar par Carolyn S. Shoemaker et Eugene M. Shoemaker. Il présente une orbite caractérisée par un demi-grand axe de 2,42 UA, une excentricité de 0,23 et une inclinaison de 12,1° par rapport à l'écliptique.

## Compléments